# ایمنی تایرووا
ایمنی تایرووا  یک روستا در ارمنستان است که در ایروان واقع شده‌است.